# بيج هادلي
بيج هادلي (بالإنجليزية: Paige Hadley)‏ هي لاعبة كرة الشبكة أسترالية، ولدت في 26 أغسطس 1992.